# Дхарави
Дхарави (хинди धारावी, англ. Dharavi) — трущобный квартал в городе Мумбаи на западе Индии, а также административный район города. В 1986 году население Дхарави оценивалось в 530 тысяч человек. В наше время Дхарави — одни из самых больших трущоб в мире, в них проживает около 1 миллиона человек. Площадь района всего 215 гектаров.
Товарооборот Дхарави составляет 650 миллионов долларов в год. Аренда помещения стоит всего 4 доллара в месяц — это самые низкие мировые показатели.
Именно эти трущобы являлись местом жительства семьи главного героя фильма «Миллионер из трущоб».

## История
Вплоть до XIX века на месте Дхарави был окружённый мангровыми болотами остров, где промышляли рыбаки из касты коли. В дальнейшем болото высохло из-за большого количества гниющей древесины и мусора. Начиная с 1884 года сюда стали съезжаться и строить жилища ремесленники. Шаг за шагом поселение разрасталось и вскоре получило название Дхарави.

## География
Дхарави размещена между двумя главными пригородными железными дорогами Мумбаи, Восточной и центральной. На западе от массива находятся районы Махим и Бандра, на севере — речка Мити, которая впадает в Аравийское море через бухту Махим. На юге и востоке находятся районы Сион и Матунга. Как географическое положение, так и слаборазвитая дренажная система обусловливают уязвимость Дхарави к наводнениям.

## Планы по перестройке
Начиная с 1997 года выдвигалось много планов по реконструкции трущоб Дхарави. В 2004 году стоимость работ оценивалась в 910 млн долларов. Но уже в 2010 перепланировка трущоб обошлась бы почти в 3 млрд долларов. Планы по перестройке включают в себя строительство жилых домов, учебных заведений, асфальтированных дорог и скверов на площади в 2,8 млн м². В общей сложности жильём должны быть обеспечены 57 тысяч семей.

## Фотография
| - Вид снаружи - Вид сверху - Мечеть в Дхарави |